# Сикорский, Степан Харитонович
Степа́н Харито́нович Сико́рский (7 января 1918 — 28 сентября 1943) — наводчик 145-го отдельного истребительного противотанкового дивизиона 30-й стрелковой дивизии, сержант, Герой Советского Союза.

## Биография
Родился 7 января 1918 года в селе Пятигоры Киевская губерния, ныне Тетиевского района Киевской области. В 1938 году призван в ряды Красной Армии. Сражался в годы Великой Отечественной войны в составе Сталинградского, Воронежского и 1-го Украинского фронтов.
22 сентября 1943 года на правом берегу, на Букринском плацдарме, шёл ожесточённый бой. Небольшая группа советских воинов и партизан, форсировав реку Днепр, отбивала непрерывные атаки превосходящих сил противника. Первыми на штурм шли добровольцы. Готовился в предстоящую ночь к форсированию Днепра и сержант С. Х. Сикорский — наводчик орудия истребительного противотанкового дивизиона.
Началась погрузка. Первым переправлялся расчёт сержанта С. Х. Сикорского. С. Х. Сикорский, сориентировавшись, пошёл в разведку — установить связь с бойцами, удерживавшими уже несколько дней плацдарм. Вскоре он вернулся с партизанами. С их помощью орудие вытащили на высокий берег.
Расчёт С. Х. Сикорского выкатил орудие на открытую позицию и метким огнём уничтожил вражеские пулемёты. Наша пехота поднялась в атаку, артиллеристы выкатили орудие на высоту 243,9. На них шёл тяжёлый танк. С. Х. Сикорский подпустил его поближе и открыл огонь. Первым же снарядом он перебил гусеницу танка. Следующий снаряд разорвал вторую, от третьего танк загорелся. Сержант Степан Харитонович Сикорский взял на прицел второй танк. Но не успел выстрелить. Вражеский танкист опередил его.
Указом Президиума Верховного Совета СССР, от 25 октября 1943 года, за мужество и бесстрашие, проявленные при форсировании Днепра и удержании плацдарма сержанту Степану Харитоновичу Сикорскому посмертно присвоено звание Героя Советского Союза.
Награждён орденом Ленина, медалями «За отвагу», «За оборону Сталинграда».